# Happy Days
A Happy Days amerikai vígjátéksorozat (sitcom), amelyet Garry Marshall készített az ABC számára 1974-ben. A műsor kilenc barátról szól, akik az 50-es/60-as évek életét élik. Együtt szoktak "lógni" az Arnold's/Al's Drive-In nevű kis étteremben. 1974. január 15-től ment 1984. szeptember 24-ig. 22 vagy 25 perces egy epizód, attól függ, hogy egy egyszerű rész van-e vagy egy dupla hosszúságú, különleges epizód. 11 évadot élt meg 255 epizóddal. A Happy Days egyik spin-offja az Egy úr az űrből című műsor volt, ami itthon is viszonylag ismert, annak ellenére, hogy az eredeti sorozat nem. Az ABC (American Broadcasting Company) vetítette.